# Arabskie powstanie w Palestynie (1936–1939)
Arabskie powstanie w Palestynie nazywane także Wielką Rewolucją Arabską – powstanie narodowe palestyńskich Arabów przeciwko brytyjskiej władzy kolonialnej i masowej imigracji żydowskiej, do którego doszło w latach 1936–1939 w Mandacie Palestyny.
Powstanie składało się z dwóch odrębnych faz. Pierwsza faza rozpoczęła się od wezwania Wysokiego Komitetu Arabskiego do ogłoszenia strajku generalnego. Faza ta przybrała postać strajków i różnorodnych protestów politycznych, do których dochodziło w miastach. Brytyjska administracja mandatowa stłumiła tę fazę w październiku 1936. Wykorzystano przy tym kombinację różnych politycznych i dyplomatycznych kroków oraz zagrożono wprowadzeniem stanu wojennego. Druga faza rozpoczęła się pod koniec 1937 i przybrała postać gwałtownych zbrojnych wystąpień arabskich chłopów, które były ukierunkowane przeciwko brytyjskim siłom. Do stłumienia powstania władze użyły wojska i sił policyjnych. Dodatkowo do obrony osiedli żydowskich sformowano żydowskie siły samoobrony. Utworzone w czerwcu 1938 Specjalne Jednostki Nocne Hagany przeprowadzały nocne operacje na terytorium całej Palestyny, organizując zasadzki i atakując arabskie milicje. Podczas tłumienia powstania wykorzystano wielorakie środki represyjne, które były obliczone na zastraszenie ludności arabskiej i osłabienie poparcia dla buntu.
Chociaż powstanie zakończyło się niepowodzeniem, miało jednak długofalowe skutki. Jego następstwem był przebieg wojny domowej w Mandacie Palestyny (1947–1948) i arabska klęska w I wojnie izraelsko-arabskiej (1948–1949).

## Tło konfliktu
U podstaw wybuchu w 1936 arabskiego powstania w Mandacie Palestyny leżały głównie czynniki ekonomiczne. Gdy w 1918 zakończyła się I wojna światowa, Brytyjczycy przejęli kontrolę nad zacofaną i bardzo biedną Palestyną. Ponad dwie trzecie autochtonicznej ludności stanowili chłopi, którzy zamieszkiwali tereny wiejskie, żyjąc w ubóstwie na marginesie społeczeństwa. Imperium Osmańskie, a następnie brytyjskie władze mandatowe nałożyły wysokie podatki na produkcję rolną i płody rolne. Dodatkowym czynnikiem pogarszającym status społeczny arabskich chłopów były utrzymujące się w latach 1920–1930 niskie ceny, tani import, klęski żywiołowe i słabe zbiory. Niskie plony były także wynikiem zacofania arabskiego rolnictwa. Wszystkie te czynniki powodowały postępujące ubożenie i zadłużenie chłopów. Czynsze płacone przez najemców gwałtownie rosły, powodując szybki wzrost liczby bezrolnych chłopów. Jednocześnie żydowskie organizacje syjonistyczne wykupywały liczne grunty rolne pod rozbudowę osiedli żydowskich. Rosnące osadnictwo żydowskie w Palestynie budziło coraz większe niezadowolenie społeczności arabskiej. Do pierwszych wystąpień arabskich doszło już w 1920 – były to zamieszki w Nabi Musa, a społeczność żydowska rozpoczęła tworzenie własnej paramilitarnej organizacji samoobrony Hagana. W maju 1921 doszło do kolejnych krwawych arabskich wystąpień – zamieszki w Jafie. Aby uspokoić nastroje społeczności arabskiej, brytyjskie władze w czerwcu 1922 ogłosiły białą księgę Churchilla, która w znacznym stopniu ograniczała liczebność nowych żydowskich imigrantów napływających do Palestyny. Do kolejnych arabskich wystąpień doszło w 1929 – zamieszki w Palestynie 1929. Po tych wydarzeniach zostało przeprowadzone dochodzenie, a końcowy raport przedstawił sekretarz stanu do spraw kolonii sir John Hope Simpson. Raport mówił, że arabska społeczność Palestyny nie jest w stanie stworzyć własnego samodzielnego państwa, ponieważ jest zbyt biedną i słabą ekonomicznie grupą społeczną. Jako jedyną możliwość rozwoju Palestyny wskazano napływ średniej klasy żydowskiej, która poprzez tworzenie nowych osad rolniczych pobudzała rozwój gospodarki narodowej. Jednakże wiązało się z tym rosnące zagrożenie ze strony arabskich rozruchów. Wrogość do nowych imigrantów była podstawowym czynnikiem budującym rodzącą się narodową tożsamość palestyńskich Arabów. Podsumowując, raport stwierdzał, że aby utrzymać spokój wewnętrzny należy ograniczyć żydowską imigrację. W rezultacie, w październiku 1930 brytyjski rząd opublikował kolejną białą księgę Passfielda, zmniejszając liczbę żydowskich imigrantów i ograniczając prawa nabywania ziemi w Palestynie. Ograniczenia w nabywaniu ziemi były stosunkowo łatwe do obejścia, a władze mandatowe okazały się nieskuteczne w przestrzeganiu przepisów. W rezultacie coraz bardziej pogłębiały się różnice w statusie ekonomicznym społeczności arabskiej i żydowskiej. Dotyczyło to rozwoju gospodarczego, ilości inwestycji, dostępu do służby zdrowia, poziomu edukacji i pomocy społecznej. Płaca minimalna arabskich robotników była ustalona na niższym poziomie niż robotników żydowskich, w wyniku czego tania arabska siła robocza masowo odpływała ze wsi i była zatrudniana w żydowskich firmach. Wielu bezrolnych arabskich chłopów tłoczyło się w slumsach Jafy i Hajfy. Znaleźli oni wsparcie i pomoc charyzmatycznego szejka Izz ad-Din al-Kassama, który zachęcał chłopów do zakładania spółdzielni rolniczych oraz stawiania oporu Brytyjczykom i Żydom, którzy usiłują kolonizować ich kraj. Narastający bunt był więc powstaniem ludowym, w którym biedni chłopi wybrali przywódców i skierowali swój gniew przeciwko władzom mandatowym i żydowskim osadom rolniczym.
W 1930 szejk Izz ad-Din al-Kassam założył antysyjonistyczną i antybrytyjską organizację paramilitarną Czarna Ręka (arab. الكف الاسود; al-Kaff al-Aswad). Rozpoczął werbunek chłopów i zorganizował system szkoleń paramilitarnych. Towarzyszyła temu ekspansja idei panarabizmu i arabskiego nacjonalizmu. W tym samym okresie pojawiły się nowe arabskie organizacje polityczne, społeczne, kulturalne i religijne, mobilizujące palestyńskich Arabów do zachowania swojego odrębnego dziedzictwa i tożsamości. W 1928 powstało Stowarzyszenie Młodzieży Muzułmańskiej (arab. جمعية الشبان المسلمين, Jam’iyyat al-Shubban al-Muslimin), które w 1932 przyłączyło się do antysyjonistycznej Partii Młodzieży Kongresu. Był to początek palestyńskiego ruchu skautów. W styczniu 1932 Jakub al-Ghusajn zorganizował w Jafie pierwszy Narodowy Kongres Młodzieży Arabskiej, na którym głośno wyrażono poglądy panarabskie. Od końca lat 20. XX wieku kobiece organizacje były coraz bardziej aktywne w sprawach społecznych i politycznych. W 1929 w Jerozolimie odbył się Kongres Kobiet Arabskich, w którym uczestniczyło 200 kobiet. Założono wówczas Stowarzyszenie Kobiet Arabskich, którego liderką była feministka Tarab Abdul al-Hadi. W 1932 powstała nacjonalistyczna arabska Partia Niepodległości (arab. حزب الاستقلال العربي, Hizb al-Istiqlal), której działalność była finansowana przez kilku zamożnych notabli. W 1934 powstała Partia Obrony Narodowej, w 1935 Partia Palestyńskich Arabów, Partia Reform i Blok Narodowy. Istniało także kilka podziemnych organizacji, które wzywały do oporu zbrojnego. W rejonie miasta Safed działała organizacja Zielona Dłoń, została ona jednak rozbita przez Brytyjczyków w 1931. W rejonie Hebronu działała Organizacja Świętej Walki, kierowana przez Abd al-Kadir al-Husajni ego. Od 1935 w rejonie Tulkarem i Kalkilja działali Młodzi Rebelianci. Tradycyjne święta religijne, takie jak Nabi Musa, przybrały charakter demonstracji politycznych o wymiarze nacjonalistycznym. Dodano do nich nowe święta narodowe o zupełnie nowym charakterze. 2 listopada obchodzono Dzień Balfoura, aby wyrazić niezadowolenie i sprzeciw wobec deklaracji Balfoura. 4 lipca obchodzono rocznicę bitwy pod Hittin (z 1187), po której muzułmańska armia Saladyna zajęła Jerozolimę. Począwszy od 1930, każdy 16 maja obchodzono jako Dzień Palestyny. Całemu temu ożywieniu społeczno-politycznemu sprzyjał rozwój społeczeństwa obywatelskiego, tworzenie organów władz samorządowych, a także rozbudowa transportu, komunikacji i mediów. Brytyjskie władze mandatowe czyniły wiele wysiłków, aby w ten sposób pobudzać rozwój kraju.
W dniu 16 października 1935 w porcie Jafa doszło do poważnego w skutkach incydentu. Arabscy dokerzy rozładowywali beczki z cementem White-Star z belgijskiego statku „Leopold II”, które były przeznaczone dla żydowskiego kupca J. Katana. Gdy jedna z beczek przypadkowo otworzyła się, ze środka wypadła broń i amunicja. Przeprowadzone przez brytyjskich urzędników dochodzenie wykazało, że w beczkach znajdowało się 25 karabinów maszynowych Lewis, 800 karabinów oraz 400 tys. sztuk amunicji. Był to poważny przemyt broni przeznaczonej dla żydowskiej organizacji paramilitarnej Hagana. Wywołało to ogólne oburzenie arabskiej prasy i 26 października doszło do strajku generalnego. Pod koniec października Izz ad-Din al-Kassam podjął decyzję o rozpoczęciu walki zbrojnej z Brytyjczykami i Żydami. Jordański książę Raszed Al-Khuzai udzielił mu bezpośredniego poparcia, dzięki czemu rozpoczęło się „powstanie szejka al-Kassama”. Powstańcy mieli swoją główną bazę w górach w rejonie miasteczka Adżlun w Emiracie Transjordanii. Tam otrzymywali uzupełnienia i broń, a następnie wyruszali na akcje do Mandatu Palestyny, przeprowadzając akcje dywersyjne przeciwko żydowskim kibucom i moszawom oraz brytyjskim liniom kolejowym. W listopadzie 1935 doszło do starcia arabskich bojowników z patrolem brytyjskiej policji, w którym zginął jeden policjant. Po tym incydencie Brytyjczycy zorganizowali obławę i w starciu przy wiosce Dża’bad zabili al-Kassama. Jego śmierć wywołała oburzenie arabskiej społeczności. W pogrzebie w Hajfie uczestniczyły tłumy. Dwa tygodnie po jego śmierci, lider społeczności żydowskiej Dawid Ben Gurion ostrzegł Komitet Wykonawczy Mapai, że „po raz pierwszy Arabowie zobaczyli, jak ktoś ofiarował własne życie dla sprawy. Dało to Arabom siły moralnej, której im brakowało”. Porównał on al-Kassama do Josefa Trumpeldora, który zginął w 1920 podczas obrony żydowskiej osady Tel Chaj.

## Wybuch powstania
Arabskie powstanie rozpoczęło się 15 kwietnia 1936 od ataku na konwój żydowskich ciężarówek na drodze z Nablusu do Tulkarem. Napastnicy zastrzelili dwóch żydowskich kierowców: Izrael Khazan zginął na miejscu, a Zvi Dannenberg zmarł pięć dni później. Sprawcami napaści byli dawni członkowie organizacji Czarna Ręka, którzy teraz nazywali sami siebie Kassamijun lub zwolennikami al-Kassama. Pogrzeb Izraela Khazana, który odbył się 17 kwietnia w Tel Awiwie, przerodził się w wielką demonstrację nacjonalistyczną. Jej uczestnicy niszczyli arabskie mienie i pobili kilku przechodniów.

## Pierwsza faza powstania

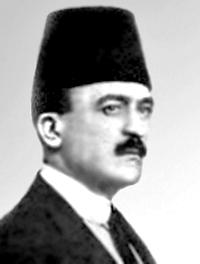
Khalil al-Sakakini wzywał powstańców do walki na „śmierć lub życie”

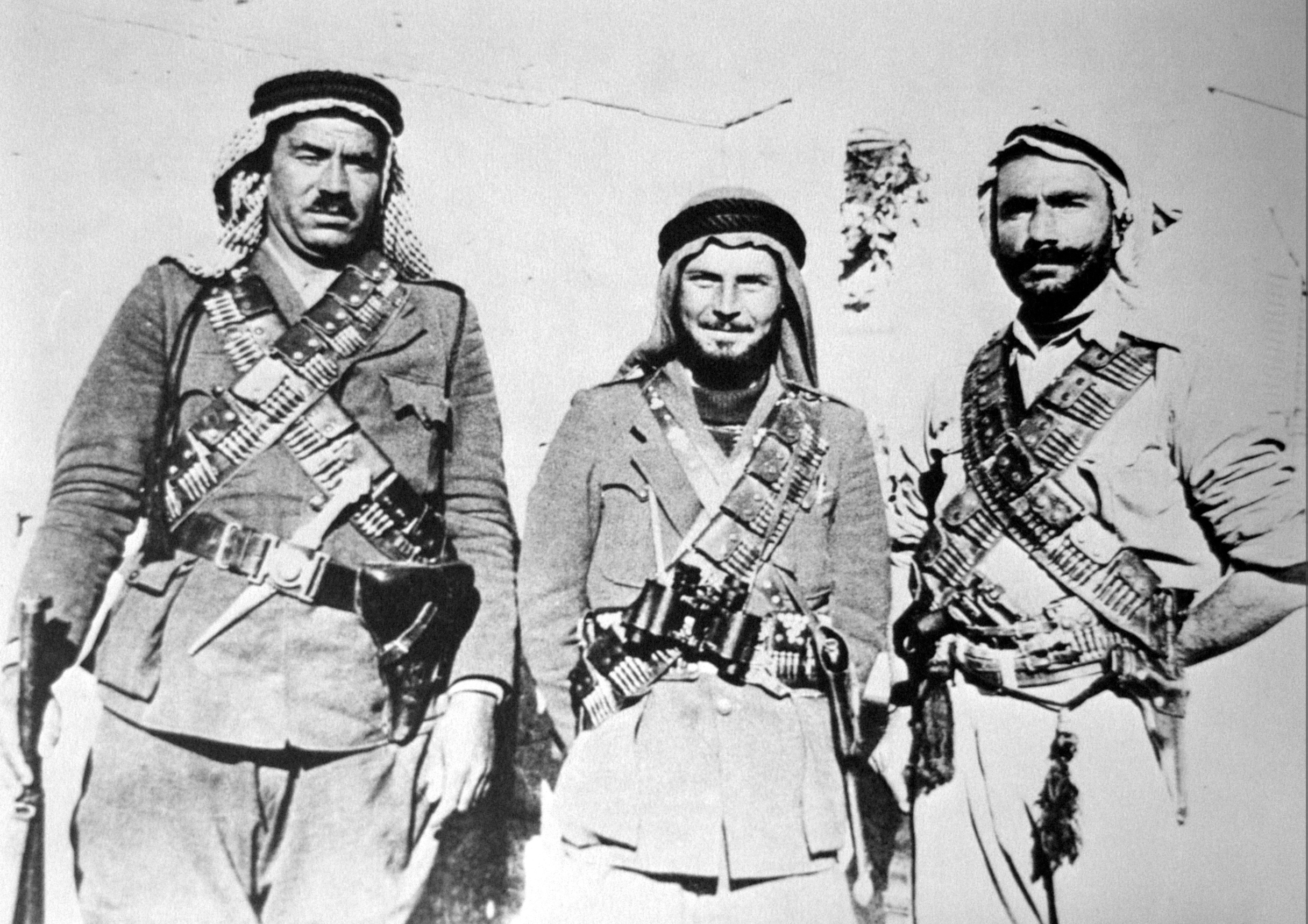
Abd al-Kadir al-Husajni, 1936

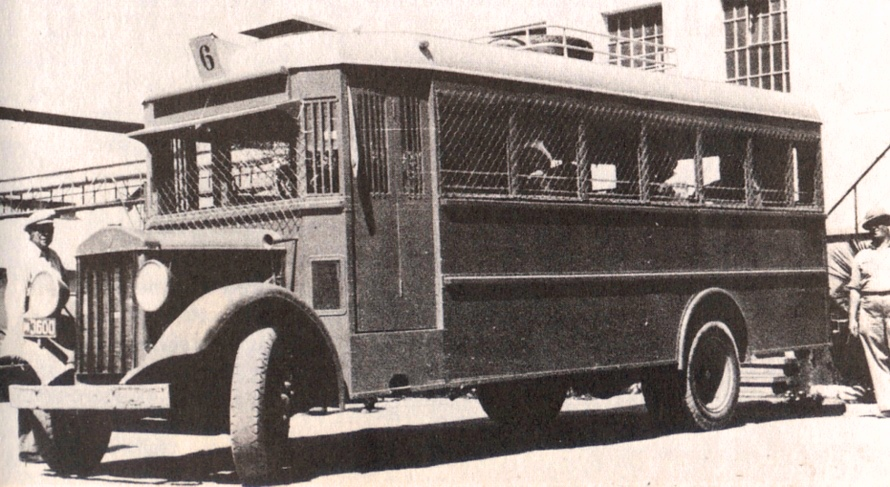
Żydowski autobus z kratami w oknach, aby chronić pasażerów przed kamieniami i wrzuceniem do środka granatów, 1936

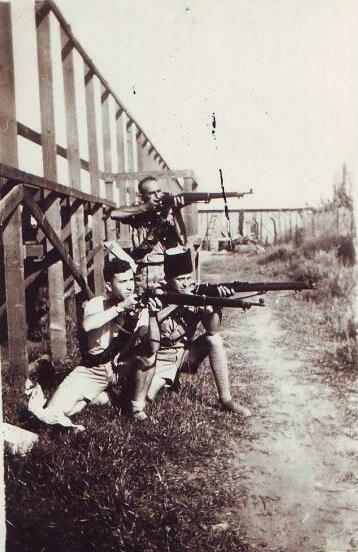
Członkowie żydowskiej Hagany w pobliżu Rosz ha-Ajin, 1936

Pierwsza faza powstania rozpoczęła się od wezwania Wielkiego Muftiego Jerozolimy Muhammada Amin al-Husajniego z dnia 16 kwietnia 1936 do ogłoszenia strajku generalnego. W dniu 19 kwietnia w Jafie doszło do gwałtownych arabskich rozruchów, podczas których atakowano żydowskich przechodniów. W odpowiedzi do podobnych incydentów doszło w Tel Awiwie, gdzie atakowano arabskich przechodniów. Między 19 a 22 kwietniem w Jafie i Tel Awiwie zginęło 16 Żydów i 5 Arabów. Rannych zostało 49 Żydów i 41 Arabów. W Jafie ograbiono i spalono żydowską szkołę, a tysiące Żydów uciekło do Tel Awiwu w obawie przed eskalacją przemocy. Wysoki komisarz Palestyny sir Arthur Grenfell Wauchope usiłował uspokoić sytuację, jednak jego działania spotkały się z odmową arabskich przywódców. Wzrost napięcia był tak gwałtowny, że podczas pogrzebów ofiar zamieszek w Tel Awiwie, w dniu 20 kwietnia, Dawid Ben Gurion powiedział do żałobników, że Żydzi będą bezpieczni jedynie w społecznościach w 100% żydowskich i wybudowanych na żydowskiej ziemi.
W dniu 20 kwietnia 1936 w Nablusie rozpoczął się strajk generalny. Następnego dnia przywódcy pięciu najważniejszych arabskich partii politycznych zaakceptowali wspólną decyzję i wezwali wszystkich palestyńskich Arabów do ogłoszenia strajku generalnego i przerwania pracy, usług transportowych i działania sklepów w następnym dniu. W ten sposób strajk bardzo szybko rozszerzył się na Hajfę, Jafę, Dżanin, Tulkarem i Jerozolimę. Był on początkowo organizowany przez pracowników działających za namową przywódców politycznych, jednak już 25 kwietnia utworzono w Nablusie Wysoki Komitet Arabski, który zaangażował się w koordynację wszystkich arabskich działań. Do końca miesiąca Komitety Narodowe powstały we wszystkich miastach i niektórych większych wsiach. Celem działalności Wysokiego Komitetu Arabskiego było kontynuowanie strajku generalnego tak długo, aż brytyjskie władze mandatowe w sposób zasadniczy zmienią swoją politykę. Postawiono trzy główne żądania: (1) zakazanie żydowskiej imigracji (2) zakazanie sprzedaży arabskiej ziemi Żydom i (3) utworzenie arabskiego Rządu Narodowego. Strajk generalny miał zmusić władze mandatowe do spełnienia tych warunków, a dodatkowo miał przysłużyć się w zniszczeniu żydowskiego osadnictwa. W tym celu tworzono komitety bojkotu, nadzorujące i koordynujące zrywanie wszelkich stosunków ekonomicznych i społecznych między Arabami a Żydami. Tworzono także komitety młodzieżowe, w których w każdym mieście koncentrowali się młodzi arabscy ekstremiści. Obserwowali oni wszelkie stosunki społeczne i karali zdrajców utrzymujących kontakty lub podejmujących współpracę z Żydami. Sklepikarze, handlowcy i rzemieślnicy zostali zmuszeni do zawieszenia swojej działalności. Arabskim robotnikom nie było wolno pracować w żydowskich firmach lub gospodarstwach rolniczych należących do Żydów. Obowiązywał zakaz sprzedaży produktów rolnych Żydom, port w Jafie nie obsługiwał statków przewożących żydowskie towary. Podjęto nieudaną próbę objęcia bojkotem działalności portu Hajfa. Po miesiącu trwania strajku przywództwo wezwało do niepłacenia podatków. Równolegle z rozszerzaniem się strajku generalnego pojawiło się zupełnie nowe zjawisko, z którym do tej pory społeczność żydowska nie spotkała się na taką skalę. Arabskie gangi zaczęły coraz częściej napadać na żydowskie osady rolnicze, niszcząc sady i winnice oraz podpalając uprawy na polach. Członkowie gangów starali się sparaliżować żydowską komunikację, atakując autobusy i strzelając do pociągów. Dochodziło do napaści, podczas których padały ofiary śmiertelne. W ten sposób strajk generalny powoli przekształcał się w zbrojne powstanie. Akty przemocy i terroru powodowały coraz większe straty materialne po stronie żydowskiej. Jednak strajk generalny był także przyczyną przymusowego bankructwa tysięcy arabskich kupców, sklepikarzy, rzemieślników i rolników. Bezrolni arabscy rolnicy z każdym kolejnym dniem strajku byli w coraz trudniejszej sytuacji materialnej. Ich miejsca pracy w żydowskich osadach rolniczych bardzo szybko zajęli żydowscy robotnicy. W ten sposób strajk przyniósł efekt odwrotny od oczekiwanego – żydowska gospodarka w Palestynie wzmacniała się i coraz bardziej rozkwitała. Brytyjczycy wyrazili również zgodę na budowę żydowskiego portu Tel Awiw, który już 19 maja 1936 przyjął pierwszy frachtowiec. W ten sposób Żydzi uzyskali samodzielność i niezależność od sąsiedniego arabskiego portu Jafa. Budowa portu w Tel Awiwie została ukończona 23 lutego 1938.
Brytyjskie władze mandatowe były przekonane, że strajk generalny i towarzyszące mu zajścia zbrojne posiadały pełne poparcie palestyńskich Arabów. Dowódca brytyjskich sił w Mandacie Palestyny i Transjordanii, wicemarszałek sił powietrznych Richard Peirse zalecił podjęcie działań mających na celu „osłabienie woli i ducha Arabów”, ponieważ według niego uzbrojone grupy rebeliantów korzystają ze wsparcia cywilnych mieszkańców. Było oczywiste, że jedynym sposobem na szybkie odzyskanie inicjatywy było podjęcie zdecydowanych działań represyjnych przeciwko mieszkańcom wiosek, w których ukrywali się powstańcy i sabotażyści. Wydano przy tym zarządzenia o stosowaniu zbiorowej odpowiedzialności i zbiorowym stosowaniu kar. W pierwszej kolejności władze mandatowe nałożyły wysokie kary finansowe na miasta i wioski objęte strajkiem generalnym. Te zbiorowe grzywny dochodziły do wysokości 1 mln funtów palestyńskich. Stanowiły one poważne obciążenie dla biednych arabskich mieszkańców, zwłaszcza że siły policyjne prowadziły konfiskaty zwierząt i rosła liczba strat materialnych oraz aresztowanych osób. Jako drugi krok, policja mandatowa rozpoczęła na dużą skalę poszukiwania powstańców. Pod tym pretekstem oddziały policji przeprowadzały nocne rajdy, przeszukując domy bez wymaganych przez prawo nakazów. Pozornie, wszystkie te działania były usankcjonowane koniecznością poszukiwania rebeliantów i nielegalnej broni, jednak w rzeczywistości przypominały one metody działania tureckiej armii. Względem osób podejrzanych stosowano zapobiegawcze aresztowania bez wymagania administracyjnego procesu, a następnie podczas przesłuchań stosowano tortury. Więźniowie byli przetrzymywani bez odpowiednich warunków sanitarnych w przepełnionych więzieniach. Aby pomieścić wciąż rosnącą liczbę aresztowanych, utworzono obóz więzienny na terenie dawnej tureckiej bazy wojskowej w Audża al-Hafir na pustyni Negew. Strażnicy więzienni byli niezwykle brutalni. Dochodziło do pobić i egzekucji pozasądowych. Zaskakująco duża liczba więźniów była „zastrzelona podczas prób ucieczki”. Powszechne były konfiskaty mienia, chłosty i deportacje. Szczególnie silne kary spadły na Jafę. Pod przykrywką prac odnowy miasta, władze mandatowe nakazały rozbiórkę setek arabskich domów w mieście i ponad tysiąca w okolicznych wsiach. Do największej akcji wyburzeń doszło w Jafie w dniu 16 czerwca 1936. Przy wykorzystaniu nitrogliceryny przeprowadzono operację wyburzeń licznych domów, aby w ten sposób zrobić miejsce pod budowę nowych prostych dróg prowadzących do starego miasta. Zniszczono wówczas 220-240 domów, w wyniku czego około 6 tys. Arabów stało się bezdomnymi. Szef Sprawiedliwości, sir Michael McDonnell, który skrytykował te działania, został odwołany do kraju. Wszystkie te działania nie odniosły jednak pożądanego efektu, gdyż w rzeczywistości stworzyły poczucie solidarności między mieszkańcami wsi a powstańcami. Podczas policyjnych operacji dochodziło do incydentów, które mogły mieć trudne do przewidzenia konsekwencje. Burmistrz Nablusu złożył skargę do wysokiego komisarza Palestyny, że podczas ostatnich przeszukań przeprowadzonych we wsiach zniszczono prywatne mienie, skradziono biżuterię, rozdarto księgę Koranu, co tylko zwiększyło emocje chłopów.
Dla Brytyjczyków strategiczne znaczenie miało utrzymanie niezakłóconego działania ropociągu z pól naftowych w Iraku do portu Hajfa (budowa nowoczesnego portu została ukończona w 1933, a ropociąg wybudowano w 1935). Koncerny British Petroleum i Royal Dutch Shell budowały teraz rafinerię ropy naftowej w Hajfie (ukończono w 1939). Obiekty te były w sposób szczególnie mocny ochraniane. W porcie Hajfa bazowały dwa krążowniki Royal Navy, których załogi były wykorzystywane do wykonywania zadań na lądzie. Do walki z arabskimi snajperami użyto okrętowych haubic i dział przeciwlotniczych. Od końca czerwca 1936 dwa niszczyciele patrolowały wybrzeże Palestyny, starając się uniemożliwić przemyt broni dla powstańców. Średnio w ciągu tygodnia kontrolowano 150 statków. Od lipca, dodatkowych dziewięć plutonów sformowanych z marynarzy chroniło Hajfę i osiedla żydowskie położone w okolicy. W sierpniu wyładowano trzy kolejne plutony marynarzy, którzy wsparli działania policji. Pomimo to brak było sił wystarczających do objęcia ochroną całej długości ropociągu, który szybko stał się ulubionym celem ataków arabskich powstańców. W różnych punktach wielokrotnie podkładano bomby, przerywając jego działanie. Przywrócenie porządku wymagałoby wprowadzenia do Mandatu Palestyny dużych sił militarnych British Army, na co nie zgadzał się rząd. Dążąc do przywrócenia stabilności regionu, Brytyjczycy zgodzili się na utworzenie żydowskich sił policyjnych, które podlegały policji mandatowej. Policja Żydowskich Osiedli (hebr. משטרת היישובים העבריים, Mishteret HaYishuvim HaIvriyim; ang. Jewish Settlement Police) była szkolona i zbrojona przez brytyjską armię. Jej oddziały w czerwcu 1936 liczyły już około 1,3 tys. członków, aby do końca roku wzrosnąć do 3 tys. „rangersów”. Wyposażeni w samochody pancerne służyli jako siły pomocnicze policji, ochraniając żydowskie osiedla, a także newralgiczne z punktu widzenia bezpieczeństwa miejsca kraju, takie jak np. port w Hajfie, stacje kolejowe, lotniska, mosty, stacje energetyczne i inne. Od połowy czerwca 1936 wszystkim konwojom i patrolom towarzyszyły samoloty obserwacyjne Royal Air Force. Gdy dochodziło do ataku powstańców, pilot samolotu wysyłał radiowy sygnał alarmowy, który miał pierwszeństwo przed wszystkimi innymi sygnałami radiowymi. Umożliwiało to szybkie wysłanie pomocy lotniczej. Zazwyczaj w ciągu kilku minut startowały samoloty bombowe, które następnie bezpośrednio atakowały powstańców lub wspierały obronę pozycji własnych żołnierzy piechoty. W ten sposób brytyjskie siły powietrzne zdobywały doświadczenie i rozwijały strategię bliskiego wsparcia powietrznego. Działania te były niezwykle skuteczne i umożliwiały Brytyjczykom wykorzystywanie mniejszych sił lądowych. Oficer sztabu sił Royal Air Force w Egipcie, Arthur Harris powiedział, że „jedna 250 funtowa lub 500 funtowa bomba zrzucona na każdą wieś rozwiązałaby problem powstania”.
Arabskie powstanie bardzo szybko zyskało duże poparcie w okolicznych państwach. Komitety Solidarności z Powstaniem powstały w Damaszku, Bagdadzie, Kairze i Bejrucie. We francuskim Mandacie Syrii i Libanu doszło do 50-dniowego strajku, zakończonego złożeniem przez Francję obietnicy uznania arabskich władz samorządowych. W lipcu 1935 arabscy ochotnicy z Syrii, Libanu, Iraku i Transjordanii zgromadzili się pod dowództwem Fauzi al-Kawukdżi, który sam siebie nazwał „Przywódcą Rewolucji Arabskiej w Południowej Syrii”. Posiadał on cztery plutony ochotników, każdy liczący po 150-200 bojowników. Prowadziły one działania w Samarii, wykonując rajdy przeciwko żydowskim osadom. Latem tego roku zniszczone zostały liczne sady i pola uprawne. Doszło do wielu morderstw i napaści na Żydów, a mieszkańcy takich osad jak Beisan i Akki uciekli w bezpieczne miejsca.
Za sprawą przybycia zagranicznych ochotników sytuacja strategiczna w kraju uległa zmianie. Wymusiło to na władzach mandatowych ogłoszenie w lipcu 1936 stanu wojennego w Mandacie Palestyny. Do 1937 nie był to jednak pełny ustawowy stan wojenny, lecz obowiązywały jedynie nadzwyczajne rozporządzenia rządu. Był to etap pośredni, w którym cywilny wysoki komisarz Palestyny przekazał część swoich uprawnień armii, jednak dowództwo wojskowe nadal podlegało władzy administracyjnej Mandatu Palestyny. Równocześnie zaczęto ściągać na Bliski Wschód nowe jednostki wojskowe z Wielkiej Brytanii. Do końca września ich liczebność osiągnęła 20 tys. żołnierzy. Dowódcą sił wojskowych w Palestynie został generał John Dill. W dniu 7 września Urząd Kolonialny w Londynie wydał oświadczenie stwierdzające, że sytuacja jest bezpośrednim wyzwaniem dla władzy rządu brytyjskiego w Palestynie. Jednocześnie rząd brytyjski zwrócił się o wsparcie do swoich arabskich sojuszników. Iracki król Ghazi I, saudyjski król Abd al-Aziz ibn Su’ud i jordański emir Abd Allah I w dniu 9 października zaapelowali o zakończenie strajku generalnego. W opublikowanej w palestyńskich gazetach odezwie napisali, że „wierzą w dobre intencje naszego przyjaciela Wielkiej Brytanii, która oświadczyła, że zrobi sprawiedliwość”. Ostatecznie strajk został zakończony w dniu 11 października 1936.

### Królewska Komisja Palestyny

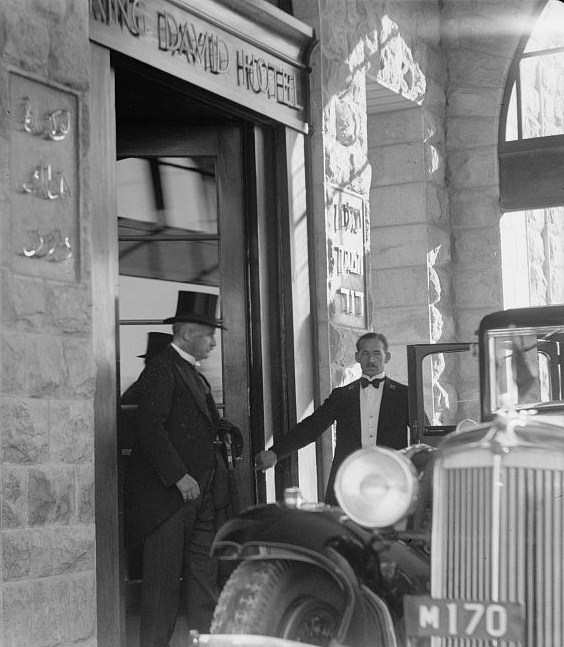
Lord Peel w Jerozolimie, 1936

W dniu 18 maja 1936 brytyjski rząd ogłosił powołanie Królewskiej Komisji Palestyny, której zadaniem miało być zbadanie przyczyn wybuchu arabskiego powstania i wskazanie sposobu rozwiązania sytuacji. W dniu 29 lipca powołano członków Komisji, na której czele stanął Lord Peel. Komisja zwlekała jednak z wyjazdem do Palestyny na zakończenie strajku generalnego i zmniejszenie się liczby aktów przemocy. W rezultacie przybyła dopiero 11 listopada 1936.
Końcowy raport został opublikowany 7 lipca 1937. Aby utrzymać porządek w Hajfie, do portu wpłynął krążownik liniowy HMS Repulse. Jego marynarze wzmocnili siły policyjne w mieście. Komisja opisała powstanie jako otwarty bunt palestyńskich Arabów, wspieranych przez przyjaciół Arabów z innych krajów, skierowany przeciwko władzy mandatowej. Zwróciła ona przy tym uwagę na dwie niespotykane dotąd cechy tego powstania: (1) poparcie wszystkich arabskich urzędników (w tym wszystkich arabskich sędziów) oraz (2) poparcie sąsiednich narodów arabskich, które doprowadziło do zaangażowania się zagranicznych ochotników. Jako jedyne rozwiązanie konfliktu arabsko-żydowskiego wskazano odseparowanie obu zwaśnionych ze sobą społeczności w dwóch państwach: mniejszym żydowskim i większym arabskim. Małe państwo żydowskie miało opierać się posiadanych przez Żydów gruntach, do których mieli oni prawa własności. Państwo to pozostałoby powiązane z władzami mandatowymi. Natomiast duże państwo arabskie zostałoby powiązane z Emiratem Transjordanii. Bardzo kontrowersyjną była propozycja przesiedlenia 225 tys. palestyńskich Arabów z terytorium proponowanego państwa żydowskiego do państwa arabskiego i Transjordanii.
Strona żydowska wykazała zainteresowanie tym planem i wyraziła gotowość współpracy, jednak opinie i głosy były mocno podzielone. W dniach 3–16 sierpnia 1937 w Zurychu odbył się XX Kongres Syjonistyczny, na którym ogłoszono, że plan podziału zaproponowany przez Komisję Peela nie może być zaakceptowany, ale należy podjąć negocjacje w celu dokładnego wyjaśnienia istoty brytyjskiego projektu rządowego dotyczącego powstania państwa żydowskiego w Palestynie. Natomiast Dawid Ben Gurion i Chaim Weizman poparli brytyjską propozycję mówiąc, że choć nie może być mowy ... o rezygnacji z jakiejkolwiek części Ziemi Izraela, ... to należy stwierdzić, że najszybszym sposobem osiągnięcia celu będzie zaakceptowanie propozycji Peela. Natomiast rewizjonista Menachem Usyszkin podkreślił, że proponowane państwo jest zbyt małe, aby mogło przyjąć potencjalną żydowską imigrację. Dodał, że jego wielkość spowoduje, że nie będzie w stanie obronić się przed arabską agresją, a najważniejszym zarzutem było wyłączenie Jerozolimy z jego terytorium.
Strona arabska zdecydowanie odrzuciła plan Peela, twierdząc, że w jego rezultacie Arabowie utracą niezależność. Przyznanie terytorium Palestyny pod utworzenie samodzielnego państwa żydowskiego uznano za zdradę wcześniej złożonych obietnic. Aby omówić tę kwestię zwołano na 8 września Konferencję Bloudan w Syrii. Spotkało się na niej kilkuset arabskich delegatów z całego islamskiego świata. Po dyskusji całkowicie odrzucono brytyjską propozycję, zapowiadając kontynuację walki aż do uzyskania pełnej arabskiej samodzielności.

## Druga faza powstania

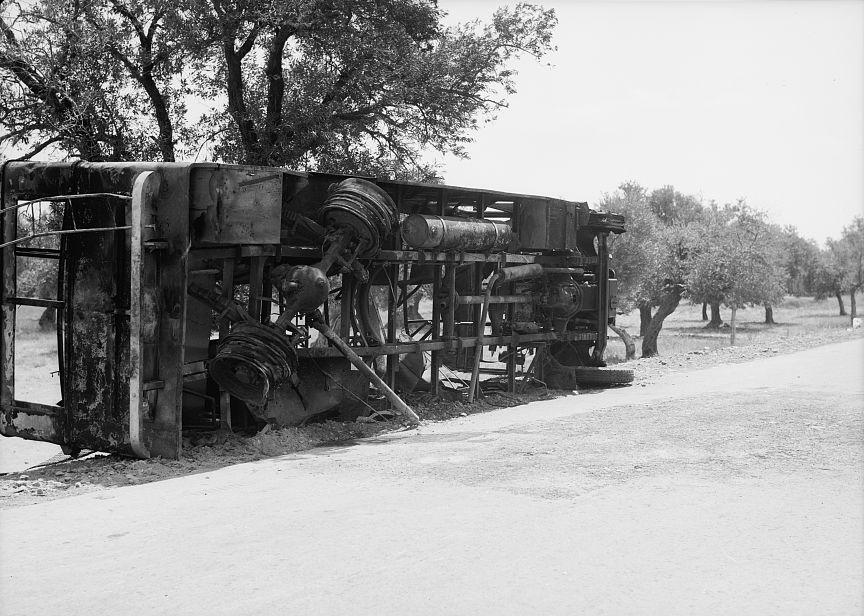
Spalony żydowski autobus w pobliżu Hajfy, 1938

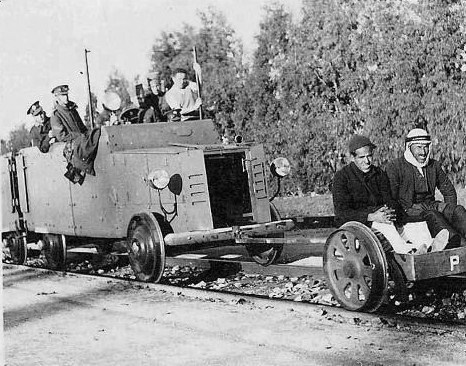
Brytyjska drezyna pancerna z dwoma arabskimi więźniami

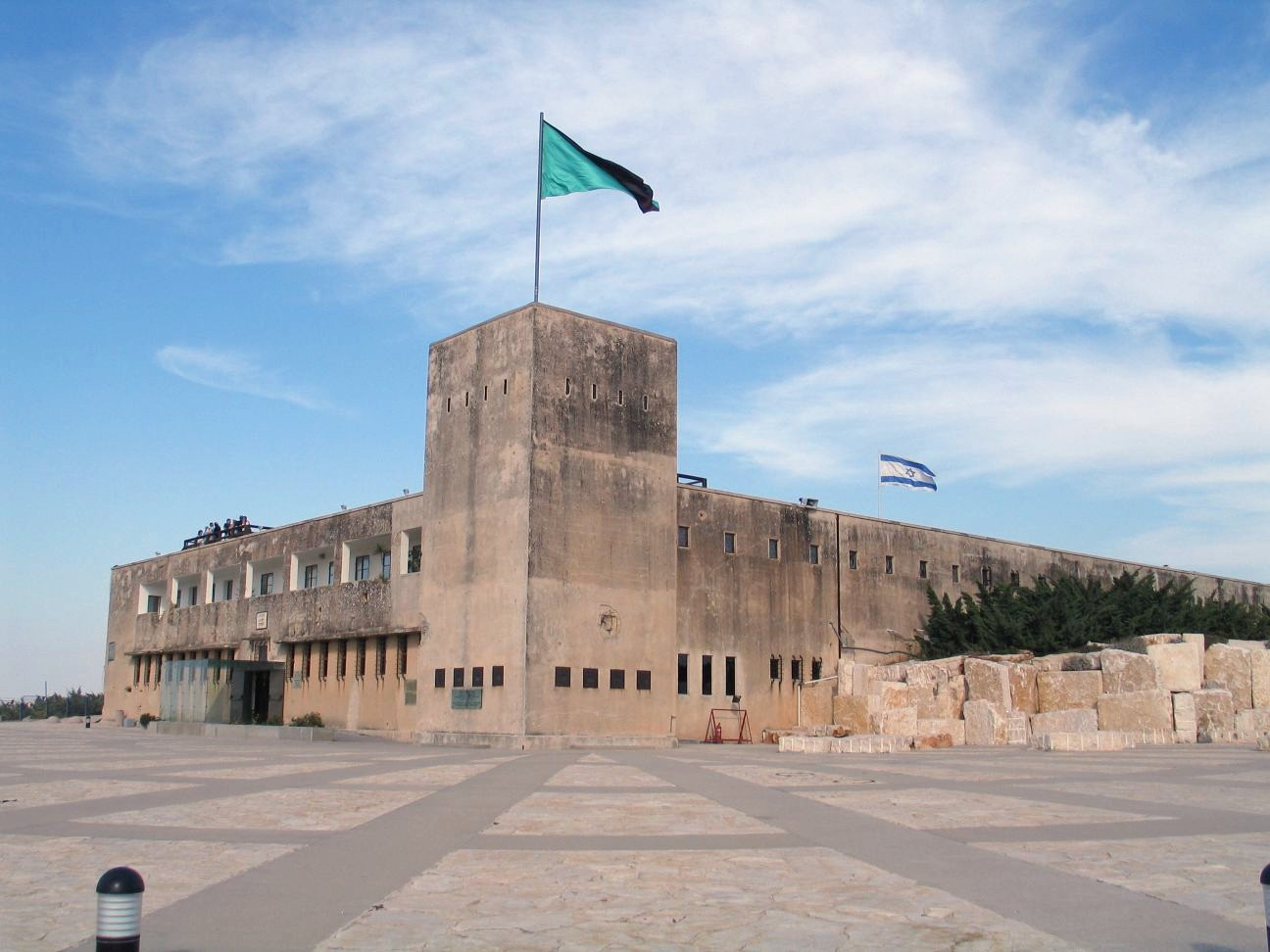
Fort Tegart w Latrun

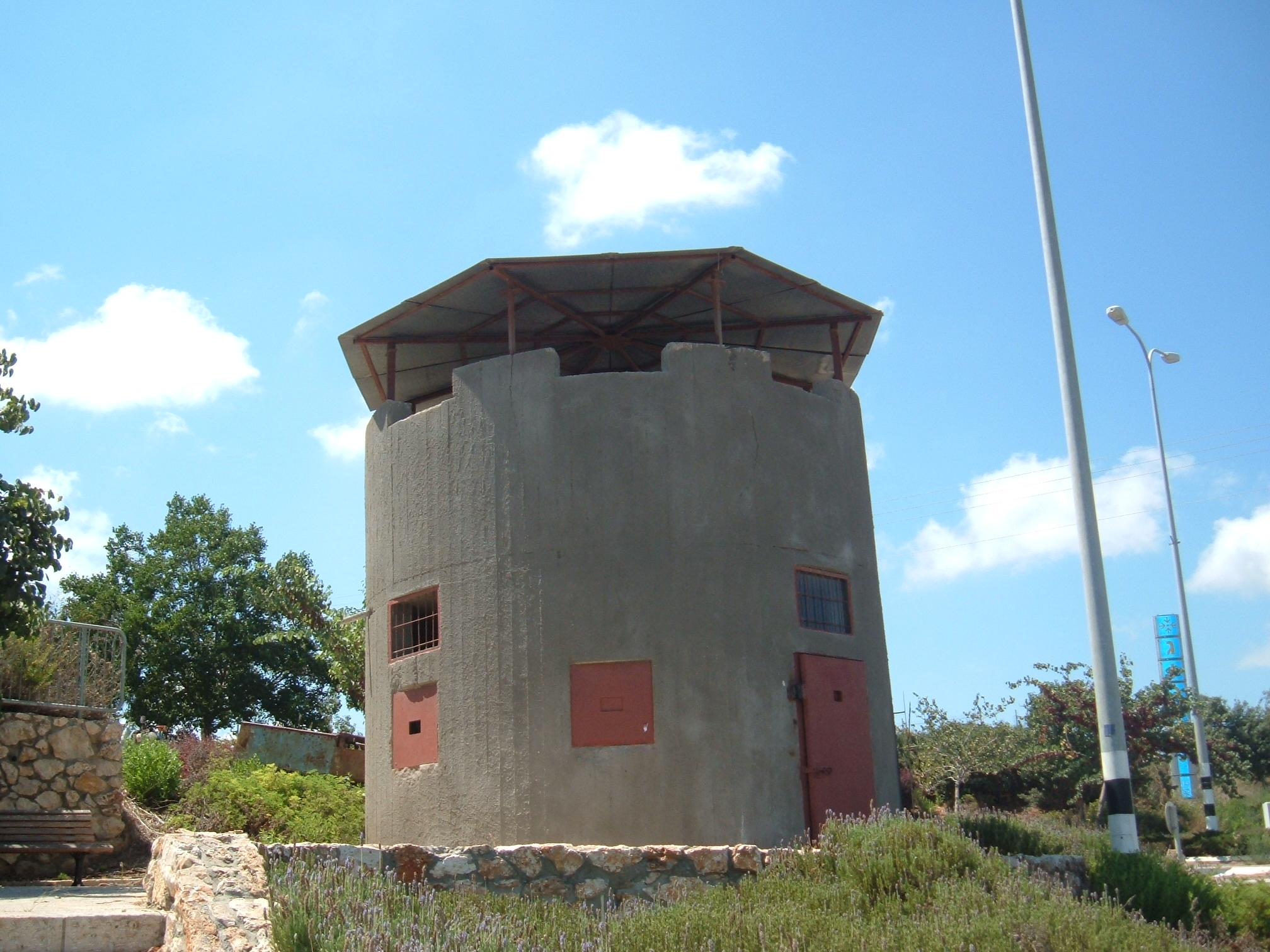
Bunkier zbudowany na trasie przebiegu muru Tegarta, rejon dzisiejszego moszawu Goren

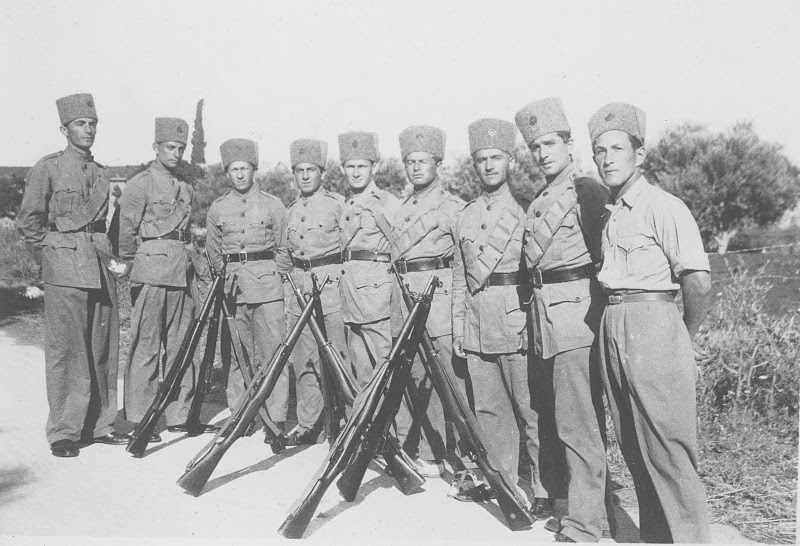
Członkowie Specjalnej Jednostki Nocnej, ok. 1938

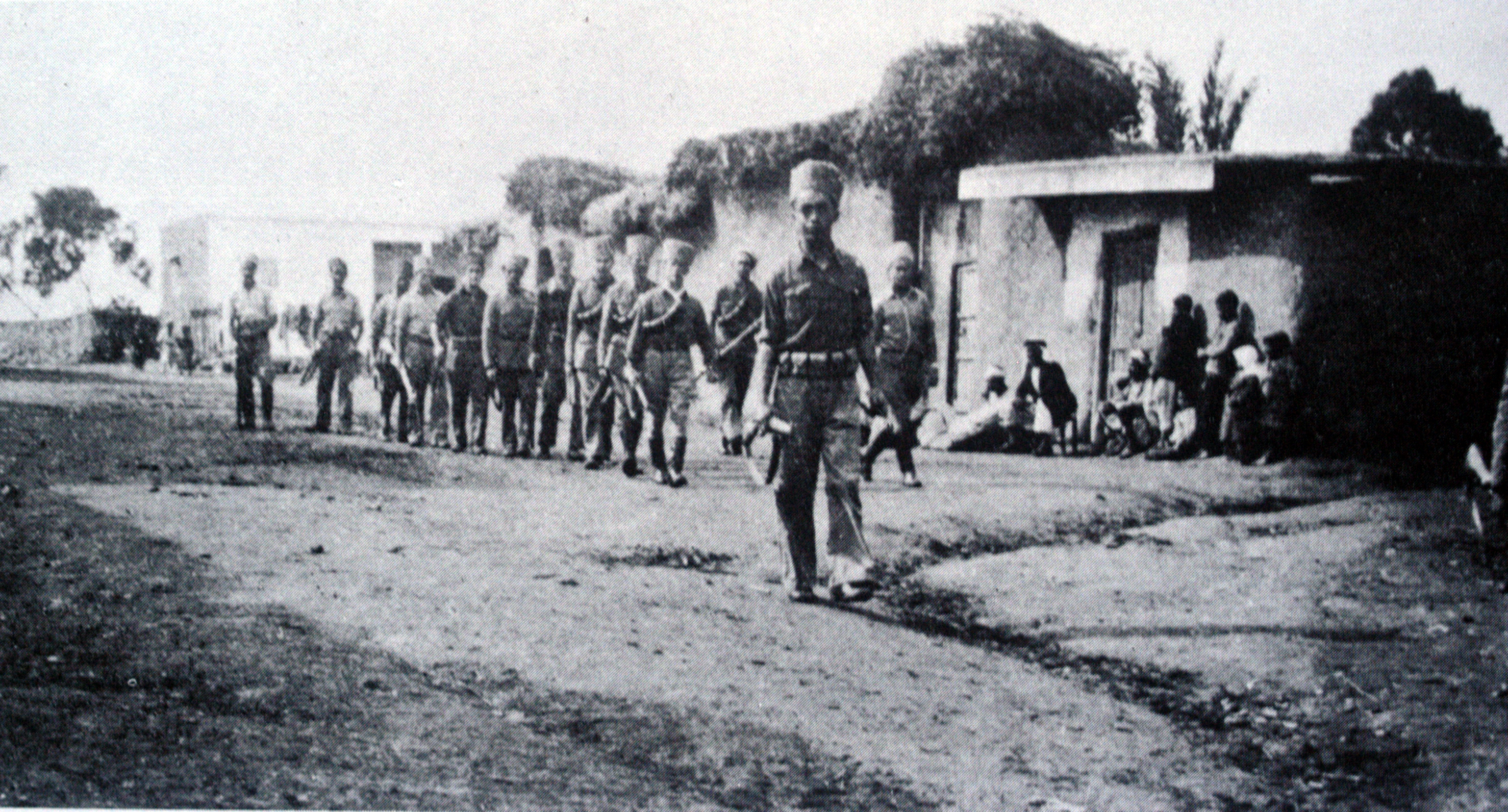
Członkowie jednostki Fosh w arabskiej wiosce Jasur, 1938

W rezultacie jesienią 1937 doszło do nasilenia walk i Brytyjczycy utracili na osiemnaście miesięcy kontrolę nad miastami Nablus i Hebron. W rejonie Nazaretu przywództwo nad powstańcami objął Abdul Challik, który spowodował ogromne zniszczenia w samym mieście i jego okolicy. Brytyjczycy przez długi czas usiłowali go aresztować, dopiero 2 października 1938 zdołali okrążyć jego oddział. Challik zginął próbując wyprowadzić swoich ludzi w bezpieczne miejsce. W rejonie Nablusu dowództwo nad powstańcami objął Jusuf Said Abu Durra, który zasłynął z okrucieństwa i licznych rabunków. Brytyjczycy i Żydzi bardzo się go obawiali. Został on zatrzymany 25 lipca 1939 przez Legion Arabski w Transjordanii, a następnie powieszony. Pod jego komendą zasłynął porucznik Jusuf Hamdan, który zginął w 1939 w potyczce z patrolem wojskowym. W rejonie Tulkarem dowództwo objął Abd ar-Rahim al-Hadżdż Muhammad, który zyskał wielką popularność jako bohater i męczennik. Został zastrzelony przez patrol wojskowy w dniu 27 marca 1939. Aref Abdul Razzik zyskał miano dowódcy, który rozpływał się w powietrzu przed ścigającymi go siłami bezpieczeństwa. Zyskał wielką popularność, a ludzie śpiewali o nim pieśni. W tej samej okolicy działał także Muhammad al-Aszmar, który był bardzo odważny, ale w wielu akcjach brakowało mu rozsądku. W rejonie Jerozolimy wiele szkód brytyjskim patrolom zadał Issa Battat. Został zabity przez patrol policji w pobliżu Hebronu. Aby stłumić powstanie musiano użyć regularnych oddziałów wojska, które były wspierane przez siły lotnictwa i marynarki wojennej. O intensywności starć najlepiej świadczą liczby strat. W drugiej fazie powstania popełniono 936 morderstw oraz 351 usiłowań zabójstw. Odnotowano 2125 strzelanin, 472 różnego rodzaju zamachów bombowych, 364 rozbojów, 1453 przypadków sabotażu przeciwko mieniu rządowemu, 325 uprowadzeń ludzi i 72 przypadki zastraszenia. W ciągu piętnastu miesięcy zginęło 236 Żydów, 1200 Arabów zabili policjanci i brytyjscy żołnierze, a 435 Arabów zabili Żydzi broniący swoich osiedli.
Gdy 26 września 1937 zamordowano w Nazarecie komisarza okręgu Galilei Lewisa Andrewsa, władze mandatowe podjęły bardziej zdecydowane kroki. W dniu 1 października rozwiązano Wysoką Radę Arabską, aresztując pięciu jej członków (pozostali zbiegli za granicę) i deportując ich na wyspy Seszele. Zamknięto wszystkie granice Mandatu Palestyny, przerwano łączność telefoniczną, wprowadzono ścisłą cenzurę prasy, a w pobliżu Akki utworzono specjalny obóz dla osób internowanych. Równocześnie siły policyjne i wojskowe zaczęły prowadzić coraz bardziej brutalne akcje represyjne, wysadzając w powietrze domy i konfiskując arabskie mienie. Aby zapobiec zasadzkom i ostrzeliwaniu patroli, powszechnie stosowano praktykę przywiązywania arabskich zakładników do maski samochodu ciężarowego. W drezynach kolejowych zakładników umieszczano na małych platformach pchanych przed składem pociągu. Każdy z zakładników, który próbował uciekać, był zabijany przy próbie ucieczki. Zdarzały się także przypadki celowego zabijania lub okaleczania zakładników, gdy np. pod koniec podróży kierowca ciężarówki nie wyhamowywał i uderzał zakładnikiem o budynek lub go przejeżdżał. Brytyjski żołnierz Arthur Lane tak to opisał:
... kiedy kończysz swoją służbę i wiesz, że nie było żadnych bomb lub czegoś innego, kierowca mógł wrzucić na luz, wypuścić zakładnika przed samochód i powoli toczyć się do przodu. Jeśli miał szczęście, to uciekł ze złamaną nogą, ale jeśli miał pecha, to ciężarówka uderzała go. Ale nikt nie fatygował się, aby pozbierać szczątki pozostawione po nim. Wiesz, byliśmy tam panami, jak bossowie i cokolwiek robiliśmy było prawe ... Dobrze wiecie, że nikt już go nie chce. On spełnił już swoje zadanie.
Brytyjscy żołnierze pozostawiali rannych Arabów na polu walki, pozwalając wykrwawić się im na śmierć. Podobnie czyniono z torturowanymi i maltretowanymi złapanymi powstańcami. Aby uniemożliwić pogrzeby powstańców, żołnierze nawet palili ciała zabitych Arabów. Czasami wypędzano ze wsi wszystkich mieszkańców i na kilka tygodni lub miesięcy zajmowano domy. Zintensyfikowano także działania brytyjskiego lotnictwa. W Ammanie stacjonowało czternaście dywizjonów bombowych RAF, które przeprowadzały ataki bombowe na powstańców lub stawiające opór wioski. Samoloty rozpoznawcze były wykorzystywane do zbierania informacji wywiadowczych i zrzucania ulotek propagandowych. Równocześnie podjęto decyzję o zwiększeniu współpracy brytyjsko-żydowskiej. Rozbudowano siły Policji Żydowskich Osiedli do jedenastu jednostek, które w 1937 liczyły 15 tys. ludzi, a w 1939 już 22 tys. ludzi. Zdecydowano się także na utworzenie bardziej ofensywnych jednostek. W 1938 utworzono Mobilną Straż (hebr. המשמר הנע, Mishmarot Nayim; ang. Mobile Guards), będącą częścią Policji Żydowskich Osiedli. Jej zadaniem było patrolowanie dróg, zapobieganie zasadzkom, rozbrajanie min i zapewnianie bezpieczeństwa konwojów drogowych. Pod koniec 1938 formacja ta liczyła około 400 ludzi służących w 60 jednostkach. Jednak wyjątkową formacją zbrojną były utworzone w czerwcu 1938 przez brytyjskiego kapitana Orde Wingate’a Specjalne Jednostki Nocne (hebr. פלוגות הלילה המיוחדות, Plugot Ha’Layla Ha’Meyukhadot; ang. Special Night Squads). Ich celem było prowadzenie regularnej walki z arabskimi gangami. Jednostki te przeprowadzały nocne operacje na terytorium całej Palestyny, organizując zasadzki i atakując arabskie milicje. Urzędnik administracji kolonialnej sir Hugh Foot opisał je jako skrajnie okrutne, stosujące tortury i nadużywające przemocy wobec Arabów. Brytyjskie władze utrzymywały, finansowały, szkoliły i zbroiły żydowską policję. Żydowskie siły policyjne nadzorowały transport w kraju i kontrolowały ruch na licznych punktach kontrolnych. Broń była legalnie dystrybuowana do odległych osiedli żydowskich, w których organizowano formacje samoobrony i budowano fortyfikacje obronne. Największa żydowska organizacja paramilitarna Hagana otrzymała nawet zezwolenie na nabycie określonej ilości broni. Niezależnie od Brytyjczyków, Hagana utrzymywała tajne kanały przerzutu broni i rozbudowywała własny podziemny przemysł zbrojeniowy, w którym produkowano amunicję, granaty, miny i moździerze 81 mm. W zasadzie wszystkie jednostki żydowskie podlegały brytyjskiemu dowództwu, jednak w praktyce były one pod dowództwem Hagany i Agencji Żydowskiej. Brytyjscy oficerowie i żydowscy przedstawiciele wspólnie opracowywali plany obław na powstańców oraz dyskutowali nad nałożeniem kar i kontrybucji na wsie i miasteczka. Agencja Żydowska stwierdziła, że ruch syjonistyczny i Imperium brytyjskie stoją ramię w ramię przeciwko wspólnemu wrogowi, w wojnie, w której mamy wspólne cele. Równocześnie dowództwo Hagany przystąpiło do reorganizacji swoich sił, które wzorem żydowskich jednostek policyjnych służących brytyjskim władzom mandatowym, zmieniły taktykę działania z defensywnej na bardziej ofensywną. Nowa strategia działania polegała na patrolowaniu okolicy żydowskich osiedli i nie czekaniu na kolejną napaść, lecz prowadzenie działalności rozpoznawczej, aby w wyprzedzającym ataku odeprzeć arabski gang. W tym celu utworzono Jednostki Mobilne (hebr. הנודדות, HaNodedot). Były to małe jednostki operacyjne, prowadzące nocne działania poza terenem żydowskich osiedli. Inspiratorem ich powstania był Jicchak Sade. W 1937 ewoluowały one w Kompanie Polowe (hebr. פלוגות השדה, Plugot Sadeh; w skrócie Fosh), których działalność była zaaprobowana przez Brytyjczyków i dzięki temu mogły oficjalnie współpracować z siłami Policji Żydowskich Osiedli. Istniało trzynaście takich kompanii, w których służyło ogółem 1,5 tys. ludzi. Byli uzbrojeni w pistolety, karabiny Lee-Enfield i granaty ręczne. Organizowali pościgi, zasadzki i ataki na bazy gangów arabskich, które wcześniej uczestniczyły w napaściach na żydowskie osiedla. Często atakowano wioski, stanowiące zaplecze dla arabskich milicji. Wszystkie te działania nie przynosiły jednak uspokojenia sytuacji. Poproszono więc brytyjskiego oficera policji i inżyniera sir Charlesa Tegarta, aby przyjrzał się panującym warunkom w Mandacie Palestyny i przedstawił propozycje zastosowania środków zapobiegających dalszej eskalacji przemocy. Sir Tegart miał duże doświadczenie z okresu rebelii w Brytyjskich Indiach, gdzie zaproponował budowę sieci fortów obronnych. W dniu 21 października 1937 zaproponował budowę w Mandacie Palestyny licznych żelbetowych fortów z wieżami obronnymi i pancernymi bramami, które chroniłyby żołnierzy przed atakami. Struktury te nazwano od ich pomysłodawcy fortami Tegart. Forty były budowane w pięciu różnych modelach, uzależnionych od przeznaczenia i wielkości stacjonującego w nich garnizonu policji. Budową fortów zajmowała się firma Solel Boneh, której prywatnym właścicielem był w owym czasie David HaCohen. Budowano je przy skrzyżowaniach strategicznych dróg oraz w newralgicznych punktach arabskich miast. To właśnie te posterunki stały się miejscami krwawych tortur zatrzymanych powstańców. Eufemistycznie nazywano je „arabskimi centrami śledczymi”, a w rzeczywistości więźniów brutalnie bito, okaleczano, podtapiano i porażano prądem elektrycznym. Rok później położono nacisk na konieczność uszczelnienia granic Mandatu Palestyny, aby uniemożliwić przemyt broni i infiltrację arabskich ochotników z Libanu i Syrii. Tegart zalecił wówczas budowę ogrodzenia granicznego, w skład którego miały wejść zasieki z drutu kolczastego, pięć fortów Tegarta oraz dwadzieścia bunkrów. Całość nazwano murem Tegarta.
Od października 1937 rewizjonistyczna żydowska organizacja paramilitarna Irgun podjęła decyzję o rozpoczęciu kampanii zamachów przeciwko Arabom. Była to odpowiedź na falę terroru, której ofiarami padali żydowscy mieszkańcy, przechodnie i autobusy. Po raz pierwszy żydowska organizacja użyła bomb podkładanych w zatłoczonych miejscach publicznych, zabijając i okaleczając Arabów oraz siejąc strach wśród ludności cywilnej. Pierwszy atak przeprowadzono 14 listopada 1937. Podczas tego dnia, nazywanego później „Czarną Niedzielą”, członkowie jednostek Irgunu zabili 10 Arabów w różnych miejscach Palestyny. 12 kwietnia 1938 zdetonowano pierwszą bombę. W wybuchu w pociągu w Hajfie zginęło 2 Arabów i 2 brytyjskich policjantów. Do poważnego zamachu doszło w dniu 6 lipca, gdy w wybuchu bomby podłożonej na targowisku w Hajfie zginęło 18 Arabów i 5 Żydów, a ponad 60 osób zostało rannych. Wysoki komisarz Palestyny zasygnalizował wówczas dowódcy Floty Śródziemnomorskiej potrzebę przysłania okrętów wojennych do Hajfy z możliwością wysadzenia desantu sił lądowych jako wsparcia dla utrzymania porządku w mieście. Admirał Dudley Pound wysłał następnego dnia krążownik liniowy HMS Repulse i lekki krążownik HMS Emerald. Wysadziły one w Hajfie pięć plutonów piechoty. Po 10 lipca do Hajfy przypłynęły ponownie HMS Repulse i HMS Emerald, wysadzając dodatkowych pięć plutonów, które podjęły zadania patrolowe w okolicy miasta. Następnie pancernik HMS Warspite oraz krążowniki liniowe HMS Repulse i HMS Hood wyładowały na brzeg haubice, które wzmocniły obronę granicy z Libanem. Ich stanowiska ogniowe zostały wybudowane przez zatrzymanych Arabów. Ze względów bezpieczeństwa działa przenoszono na różne stanowiska w dzień i w nocy, aby w ten sposób zmylić powstańców co do prawdopodobnego kierunku ognia. Tymczasem, w dniu 2 października 1938 doszło do pogromu w Tyberiadzie. Tłum Arabów wdarł się do żydowskiej dzielnicy Tyberiady, podpalając synagogę i żydowskie domy. W ciągu jednej nocy zginęło 19 Żydów, w tym 11 dzieci. Po masakrze Irgun podjął działania odwetowe. Hagana odcięła się od tych działań odwetowych, które miały formę akcji terrorystycznych.
Użycie coraz większych sił w tłumieniu powstania wiązało się z rosnącą liczbą ofiar. Dochodziło przy tym do coraz częstszych masakr ludności cywilnej. W sierpniu 1938 przeprowadzono operację karną w Nablusie. Przez dwa dni przetrzymywano w klatce na słońcu prawie 5 tys. ludzi, przesłuchując ich jednego pod drugim. W dniu 6 września 1938 czterech brytyjskich żołnierzy zginęło, gdy ich samochód pancerny najechał na minę przy wiosce Al-Bassa. W odwecie Brytyjczycy spalili pół wioski. W kilka dni później zabrano 50 Arabów ze wsi. Kilku z nich usiłowało uciekać i zostało zastrzelonych przy próbie ucieczki. Pozostałych wsadzono do autobusu, zmuszając go na wjechanie na minę ułożoną dokładnie w tym samym miejscu, w którym kilka dni wcześniej zginęło czterech brytyjskich żołnierzy. Zginęło około 20 osób. Następnie zmuszono mieszkańców wsi do wykopania masowej mogiły i pochowania zabitych. Żołnierze byli przy tym bardzo brutalni i bili Arabów. Od sierpnia do września 1938 w porcie Hajfa przebywał pancernik HMS Malaya. Jego miny morskie wykorzystano do niszczenia wielu arabskich domów naraz. W październiku zniszczono w ten sposób wszystkie domy ze wsi Mi’ar. Doniesienia o podobnych przypadkach brutalności armii przedostały się do brytyjskich mediów i zaniepokoiły opinię publiczną. W dniu 1 grudnia 1938 dowódca sił w Mandacie Palestyny i Transjordanii, gen. Robert Haining złożył w tej sprawie tajny meldunek do Londynu: praktycznie każda wieś w kraju wspiera i pomaga rebeliantom, ukrywając ich tożsamość przed Siłami Rządowymi. Opisał on także metodę przeszukiwania wiosek:
Cały obszar otaczany jest szczelnym kordonem utworzonym przez nasze siły wspierane przez samoloty, a mieszkańcy są ostrzegani, że każdy, kto będzie próbował przedostać się przez kordon, zostanie zastrzelony. W ciągu ostatnich sześciu miesięcy przeszukano w ten sposób setki wiosek, niektóre z nich wielokrotnie, i procedura ta jest dobrze znana i można założyć, że jest bezpieczna. Ci, którzy usiłują przedostać się przez kordon mają mocne powody, że chcą uniknąć wojska. Liczba takich przypadków wzrasta podczas przeszukań wioski i jest prawdopodobne, że takie przypadki stanowią podstawę dla propagandy, że arabscy więźniowie są rozstrzeliwani z zimną krwią i zgłaszani jako „zabici podczas próby ucieczki”. Po utworzeniu kordonu żołnierze wkraczają do wsi i zbierają wszystkich mieszkańców w celu identyfikacji i przesłuchań.
Wraz z upływem czasu nastąpił rozłam w obozie arabskim. Od grudnia 1937 wielu arabskich przywódców zaczynało wątpić w sensowność kontynuowania dalszego zbrojnego powstania i coraz bardziej zbliżało się do władz mandatowych i Agencji Żydowskiej, prosząc o wsparcie materialne i pomoc finansową. Na początku 1938 klan Naszaszibi otrzymał fundusze potrzebne do rozpoczęcia anty-rebelianckich działań. W ten sposób powstały arabskie „jednostki pokoju” (arab. al-Salam Fasa’il), które podjęły walkę z arabskimi powstańcami. Pomimo że w ich szeregi wchodzili przeważnie chłopi, to reprezentowały one interesy właścicieli ziemskich i bogatych notabli. Zgromadziły one ponad 3 tys. bojowników, którzy otrzymali uzbrojenie od brytyjskiej armii. W maju 1939 Brytyjczycy rozwiązali te jednostki i skonfiskowali ich broń. Jednak członkowie „jednostek pokoju” byli skompromitowani w oczach pozostałych Arabów, a na wielu z nich ciążyły wyroki śmierci. Nie mogli więc oni powrócić do normalnego życia i kontynuowali współpracę z władzami mandatowymi przeciwstawiając się przywódcom arabskiego ruchu nacjonalistycznego. Walki trwały przez cały 1938 i ostatecznie ustały w 1939.

## Konsekwencje
Jest faktem oczywistym, że powstanie zakończyło się arabską klęską i nie osiągnęło ono swoich zamierzonych celów. Pomimo to, wielu historyków przypisuje mu zasygnalizowanie narodzin tożsamości palestyńskich Arabów. Bezpośrednie i pośrednie konsekwencje powstania były jednak tragiczne – zginęło 300 Żydów, 262 brytyjskich żołnierzy i ponad 5 tys. Arabów, natomiast około 15 tys. Arabów zostało rannych.

### Wpływ na osadnictwo żydowskie
W ogólnym kontekście żydowskie osadnictwo doznało stosunkowo niewielkich strat podczas tego powstania. Chociaż zginęło kilkaset osób, a kilka osad rolniczych zostało zdobytych i spalonych, w tym samym czasie powstało kilkadziesiąt nowych osiedli. W trakcie trwania powstania do Palestyny przybyło ponad 50 tys. nowych żydowskich imigrantów. Działania wojenne przyśpieszyły rozwój gospodarki i pogłębiły rozdział pomiędzy żydowską a arabską gospodarką w Palestynie. Na przykład strajk arabskiego portu Jafa przyczynił się do budowy żydowskiego portu Tel Awiw, przyczyniając się do usamodzielnienia ekonomicznego społeczności żydowskiej. Dawid Ben Gurion napisał w swoim dzienniku: powinniśmy nagrodzić Arabów za danie nam impulsu do tego wielkiego dzieła. Żydowskie warsztaty metalowe produkowały blachę w celu opancerzenia pojazdów, inżynierowie i technicy zdobywali doświadczenie i w ten sposób tworzył się prymitywny podziemny przemysł zbrojeniowy. Dzięki współpracy żydowskiej organizacji paramilitarnej Hagana z brytyjskimi władzami mandatowymi i policją mandatową, wiele tysięcy młodych Żydów zdobyło swoje pierwsze doświadczenie w zakresie szkolenia wojskowego. Możliwości transportowe osiedli znacznie wzrosły. Zmalało bezrobocie, na co duży wpływ miało utworzenie żydowskiej policji. Wielu robotników odeszło z pracy w osiedlach do służby w różnych formacjach policyjnych, a na ich miejsce zatrudniono innych robotników żydowskich. Wielkie znaczenie miało także ogłoszenie arabskiego bojkotu, uniemożliwiające arabskim robotnikom pracę dla Żydów. Strajk generalny zamknął także możliwość swobodnej działalności arabskim kupcom i rzemieślnikom, otwierając swobodny dostęp do rynku żydowskim przedsiębiorcom. W rezultacie, gdy powstanie upadało, większość przedsiębiorstw w Palestynie była własnością Żydów. Dominowali oni także w handlu, komunikacji i w sektorze bankowym.
Społeczność żydowska była zaniepokojona publikacją białej księgi z 1939 ograniczającej wielkość imigracji, jednak przywódcy byli przekonani, że w rzeczywistości brytyjski rząd nie będzie realizował tej polityki. Gdy wybuchła II wojna światowa, brytyjski premier Neville Chamberlain zapewniał Dawida Ben Guriona, że Biała księga będzie obowiązywać jedynie na czas wojny.

### Wpływ na palestyńskich Arabów
Najpoważniejszą konsekwencją powstania było pozbawienie arabskiej społeczności przywództwa narodowego, rozbicie spójności narodowej i zniszczenie ich zdolności wojskowych. Tysiące arabskich domów zostało zniszczonych, pola uprawne i sady zostały zdewastowane. Dodatkowo strajk generalny i bojkot ekonomiczny osłabiły delikatną gospodarkę palestyńskich Arabów. Arabscy kupcy i rzemieślnicy utracili rynki zbytu dla swoich towarów, a w rezultacie wzrosło bezrobocie. Rozbite zostało przywództwo polityczne, partie polityczne i organizacje społeczne. Wielki Mufti Jerozolimy musiał uciec z Palestyny i w bardzo ograniczonym stopniu kontynuował swoją politykę na emigracji. Miało to daleko idące konsekwencje, ponieważ kilka lat później, gdy Palestyńczycy stanęli w obliczu najbardziej brzemiennych w skutkach wydarzeń lat 1947–1949, nadal cierpieli oni skutki brytyjskich represji 1936-39 i w istocie nie posiadali jednolitego przywództwa. W rzeczywistości można argumentować, że praktycznie w ogóle nie mieli przywództwa.

### Wpływ na Imperium brytyjskie

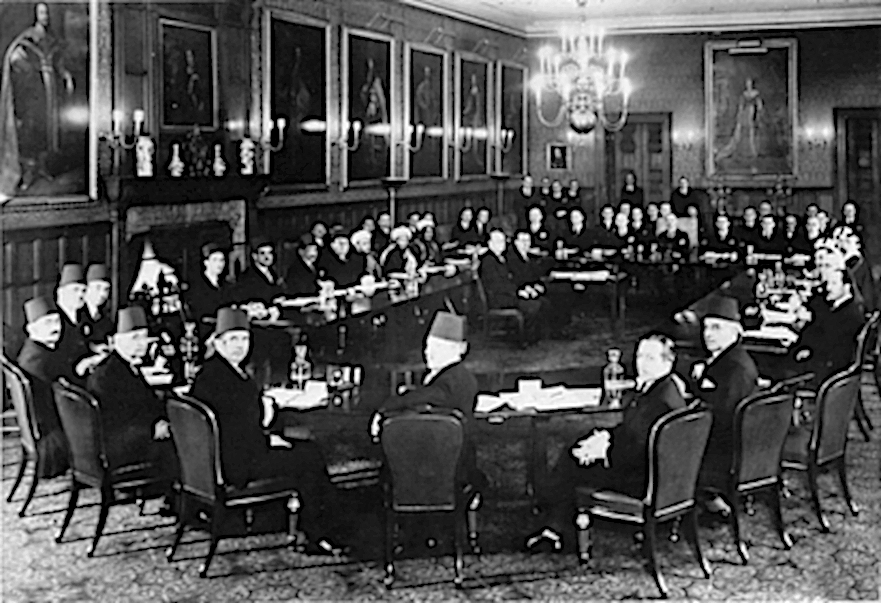
Konferencja w Londynie, 1939

Pod koniec lat 30. XX wieku brytyjscy politycy zdawali sobie sprawę z nieuchronności wybuchu wojny z hitlerowskimi Niemcami. Wymuszało to na dyplomacji konieczność budowania sojuszów politycznych, wojskowych i ekonomicznych. Wybuch arabskiego powstania w Mandacie Palestyny sprawił, że brytyjski rząd doszedł do wniosku, że Imperium brytyjskie nie będzie miało zapewnionego strategicznego wsparcia ze strony społeczności arabskiej i jej przywódców w Palestynie. Dlatego postanowiono wszelkimi środkami doprowadzić do normalizacji sytuacji i zyskania sympatii Arabów. Premier Neville Chamberlain stwierdził: Jeśli musimy obrazić jedną ze stron, obraźmy raczej Żydów, a nie Arabów.
W lutym 1939 Sekretarz Stanu ds. Dominiów Malcolm MacDonald zwołał w Londynie konferencję arabskich i żydowskich przywódców. Rozmowy zakończyły się 27 marca bez osiągnięcia porozumienia. W konsekwencji brytyjski rząd opublikował 17 maja 1939 białą księgę, którą ograniczył wielkość żydowskiej imigracji. Brytyjscy politycy i urzędnicy kolonialni zdawali sobie sprawę z własnej bezsilności i niemożliwości znalezienia rozstrzygnięcia wszystkich narastających w Palestynie konfliktów. Generał Bernard Law Montgomery powiedział: Żyd morduje Araba i Arab morduje Żyda. To obecnie dzieje się w Palestynie i będzie tak trwać z pewnością przez następne pięćdziesiąt lat.